# Arena (Berlim)

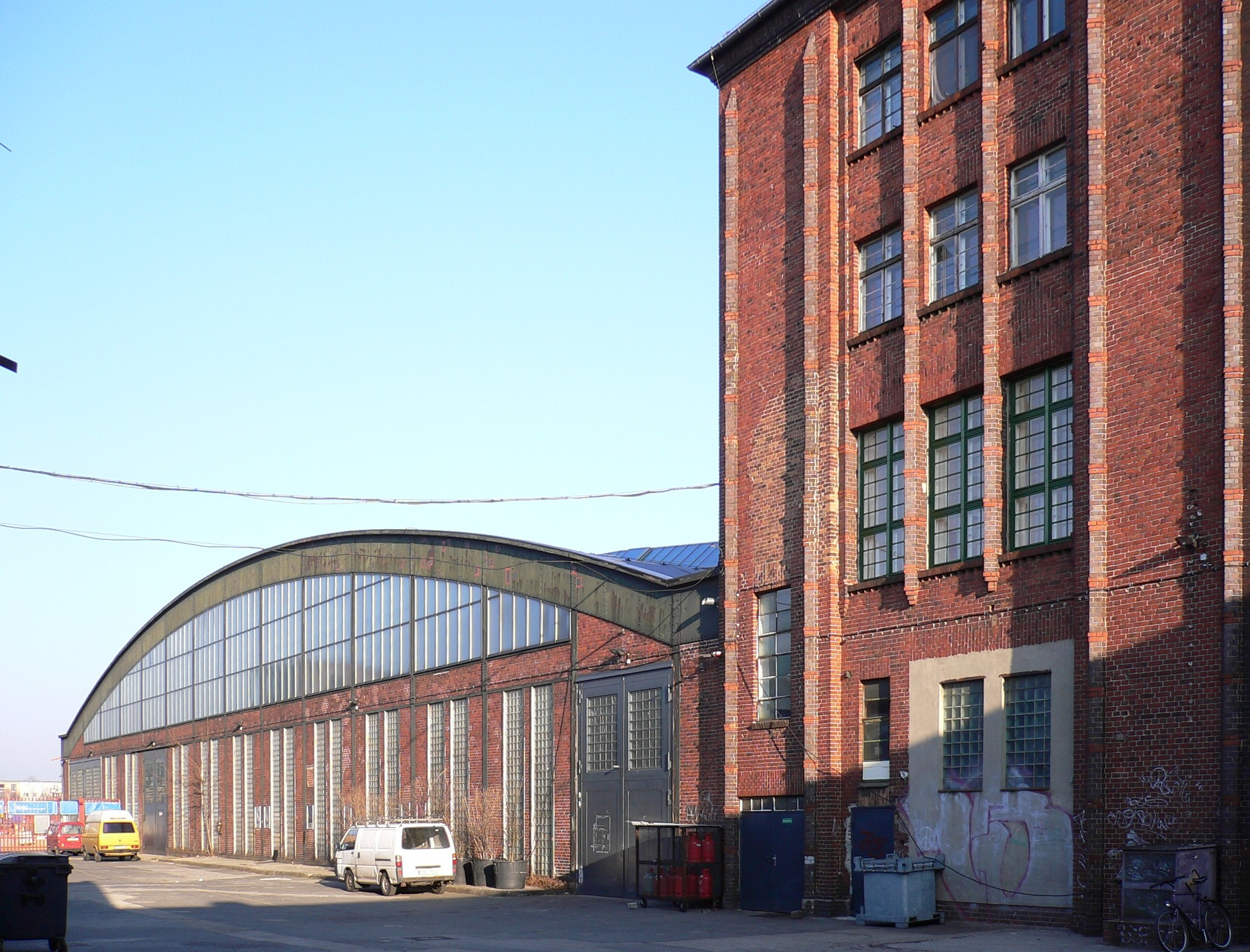
A Arena de Berlim.

A Arena da cidade de Berlim, na Alemanha, suporta cerca de 7.500 pessoas.
O local foi aberto em 1927 como depósito de peças de uma linha de ônibus alemã, e em 1993 seu espaço passou a ser utilizado para fins culturais; o local foi reformado em 2000 e recebeu o nome de Arena, sendo desde então usado para vários eventos, como convenções, prática de esportes e apresentações musicais.